# Cine de Omán

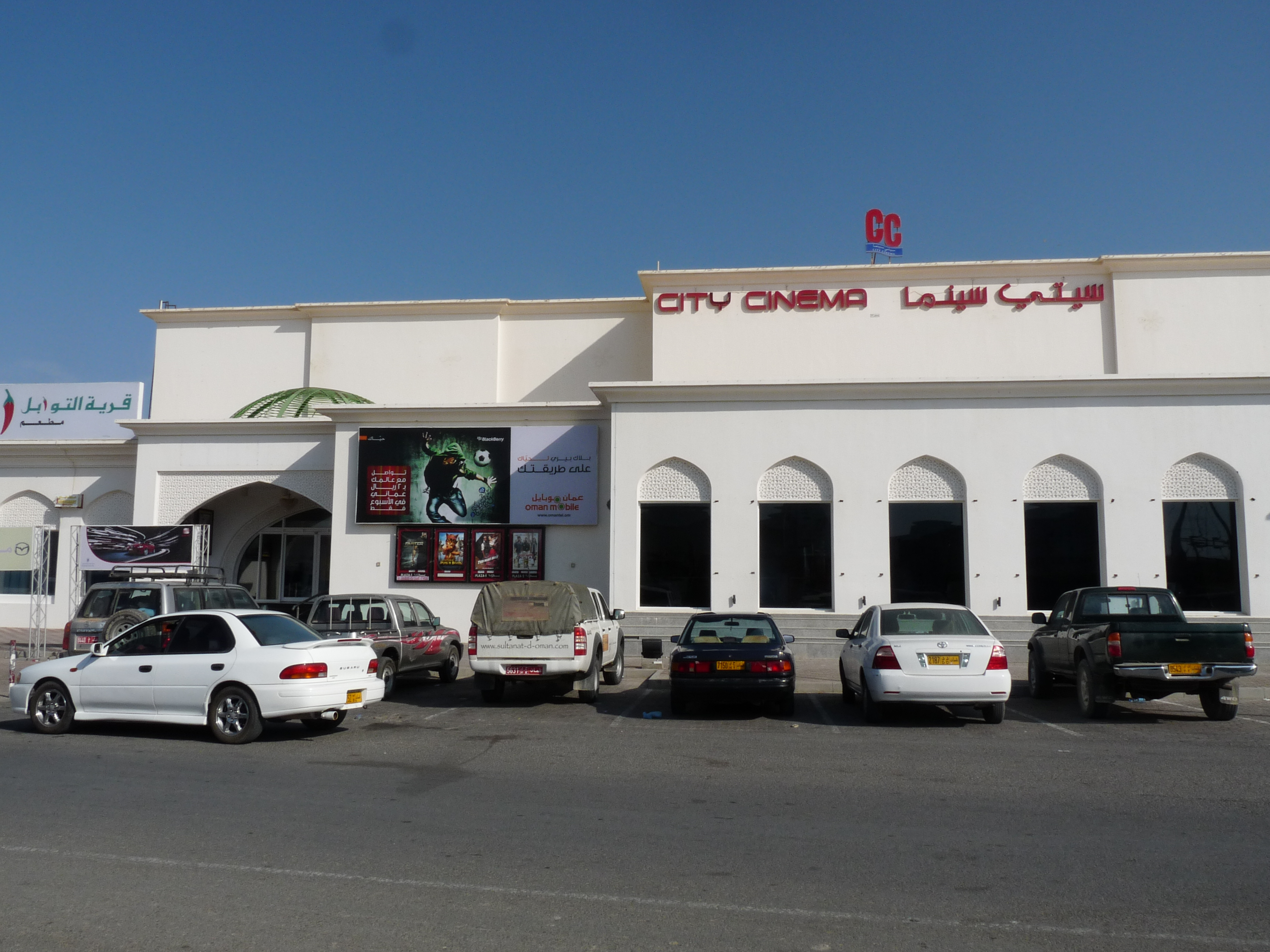
Sala de cine ubicada en la ciudad de Sur, Omán.

El cine de Omán es una industria muy pequeña. Hasta la fecha solamente se ha producido una película en ese país con cierto impacto internacional, Al-Boom, de 2007. Inspirada parcialmente en la popular obra de teatro de Samuel Beckett Esperando a Godot, Al-Boom relata la historia de una pequeña comunidad pesquera y de los retos y dificultades que debe enfrentar para sostenerse en pie.
Una coproducción entre Omán y La India, Pirate's Blood, protagonizada por Sunny Leone y producida por Stegath Dorr, fue estrenada en 2008. La película de Stegath Dorr Blood Desert fue estrenada en 2014, muchos años después de ser exhibida por primera vez en el Festival de Cine de Omán en 2006. Algunas películas de Hollywood y de otros países como La India han sido filmadas parcial o totalmente en el país del occidente de Asia, como Personal Shopper, protagonizada por Kristen Stewart; Dishkiyaoon, protagonizada por Harman Baweja y Ayesha Khanna; Velli Vechathil, dirigida por Madhu Kaithapuram Killer Elite, protagonizada por Robert De Niro y Jason Statham y Once Upon ay Time in Mumbai Dobaara!, protagonizada por Akshay Kumar, Sonakshi Sinha e Imran Khan, entre otras producciones internacionales.
Un festival de cine anual se lleva a cabo en la ciudad de Mascate.

## Películas notables filmadas en Omán
- Blood Desert (filmada en 2006)
- Killer Elite (2011)
- Once Upon ay Time in Mumbai Dobaara! (2013)
- Operation Oman (2014)
- Dishkiyaoon (2014)
- Pirate's Blood  (Hollywood) (2010)
- Given More Than I Had  (Bollywood, dirigida por Renny Johnson) (2016)
- Personal Shopper (Hollywood) (2016)
- Aiyaary (2018)